# بار مشك (نرغسان)
بار مشك (بالفارسية: بارمشک) هي قرية تقع في إيران في قسم نرغسان الریفي. يقدر عدد سكانها بـ 0 نسمة بحسب إحصاء 2016.